# Roman Romanowskyj
Roman Romanowskyj (ukrainisch Роман Романовський; englische Transkription Roman Romanovskyi oder Roman Romanovsky; * 1990 oder 1991) ist ein professioneller ukrainischer Pokerspieler, der hauptsächlich online spielt. Er stand im Frühjahr 2019 für 3 Wochen an der Spitze der Onlinepoker-Weltrangliste.

## Pokerkarriere

### Online
Romanowskyj stammt aus Chmelnyzkyj. Er spielt seit September 2009 online unter den Nicknames RomeOpro (PokerStars, Redbet sowie Absolute Poker), Sanitywaterline (partypoker, GGPoker, PokerKing sowie PokerStars.ES), Romeopro33 (888poker, Full Tilt Poker, partypoker, TitanPoker sowie Carbon Poker) und RomeOtheGoAt (Winamax sowie PokerStars.FR). Seine Online-Turniergewinne liegen bei mehr als 14 Millionen US-Dollar, wobei der Großteil von über 7,5 Millionen US-Dollar auf PokerStars erspielt wurde. Damit ist Romanowskyj einer der erfolgreichsten Onlineturnierspieler. Vom 23. März bis 12. April 2019 stand er für 3 Wochen in Serie auf Platz eins des PokerStake-Rankings, das die erfolgreichsten Onlinepoker-Turnierspieler weltweit listet. Zwischen September 2019 und August 2022 erzielte er knapp 3 Jahre keine Geldplatzierung.

### Live
Seine erste Geldplatzierung bei einem Live-Turnier erzielte Romanowskyj Anfang Februar 2011 in Kiew. Anfang Dezember 2011 platzierte er sich beim Main Event der European Poker Tour (EPT) in Prag in den Geldrängen und belegte den mit 11.000 Euro dotierten 70. Platz. Im Februar 2012 gewann er ein Side-Event der EPT in Deauville und sicherte sich eine Siegprämie von 144.300 Euro. Ende September 2012 erreichte Romanowskyj bei einem Shootout-Event der World Series of Poker Europe in Cannes den Finaltisch und wurde Siebter für rund 15.000 Euro Preisgeld. Im Juni 2013 war er erstmals bei der Hauptturnierserie der World Series of Poker im Rio All-Suite Hotel and Casino am Las Vegas Strip erfolgreich und kam bei einem Turnier der Variante No Limit Hold’em in die Geldränge. Seine bis dato letzte Live-Geldplatzierung erzielte Romanowskyj Ende Oktober 2013, als er beim Main Event der World Series of Poker Europe in Enghien-les-Bains den mit mehr als 20.000 Euro bezahlten 21. Platz belegte.
Insgesamt hat sich Romanowskyj mit Poker bei Live-Turnieren mehr als 400.000 US-Dollar erspielt.